# جک کوگل
جک کوگل (انگلیسی: Jack Cowgill؛ زادهٔ ۸ ژانویهٔ ۱۹۹۷) بازیکن فوتبال اهل بریتانیا است.
از باشگاه‌هایی که در آن بازی کرده‌است می‌توان به باشگاه فوتبال بارنزلی و باشگاه فوتبال فایلد اشاره کرد.